# György Kulin
| Asteroidi scoperti: 21 | Asteroidi scoperti: 21 | Asteroidi scoperti: 21 |
| ---------------------- | ---------------------- | ---------------------- |
| 1436 Salonta           | 11 dicembre 1936       |                        |
| 1441 Bolyai            | 26 novembre 1937       |                        |
| 1442 Corvina           | 29 dicembre 1937       |                        |
| 1444 Pannonia          | 6 gennaio 1938         |                        |
| 1445 Konkolya          | 6 gennaio 1938         |                        |
| 1452 Hunnia            | 26 febbraio 1938       |                        |
| 1489 Attila            | 12 aprile 1939         |                        |
| 1513 Mátra             | 10 marzo 1940          |                        |
| 1538 Detre             | 8 settembre 1940       |                        |
| 1546 Izsák             | 28 settembre 1941      |                        |
| 1710 Gothard           | 20 ottobre 1941        |                        |
| 2043 Ortutay           | 12 novembre 1936       |                        |
| 2058 Róka              | 22 gennaio 1938        |                        |
| 2242 Balaton           | 13 ottobre 1936        |                        |
| 2712 Keaton            | 29 dicembre 1937       |                        |
| 2738 Viracocha         | 12 marzo 1940          |                        |
| 3019 Kulin             | 7 gennaio 1940         |                        |
| 3380 Awaji             | 15 marzo 1940          |                        |
| 3427 Szentmártoni      | 6 gennaio 1938         |                        |
| 7317 Cabot             | 12 marzo 1940          |                        |
| 10258 Sárneczky        | 6 gennaio 1940         |                        |

György Kulin (Nagyszalonta, 28 gennaio 1905 – Budapest, 22 aprile 1989) è stato un astronomo ungherese.

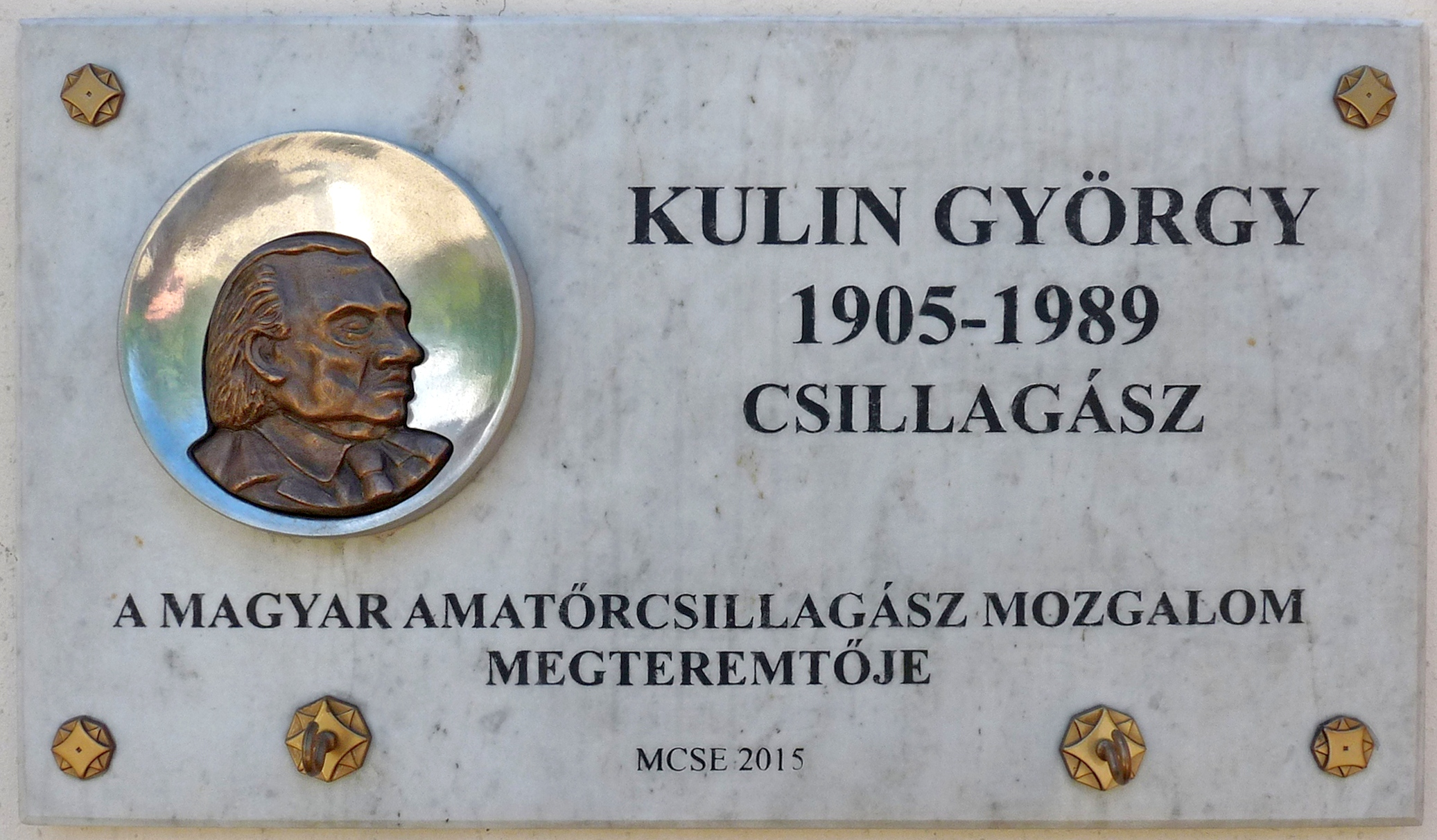
Targa commemorativa dedicata a György Kulin a Budapest

Kulin ha scoperto 21 asteroidi e ha co-scoperto la cometa C/1942 C1 Whipple-Bernasconi-Kulin.
Oltre che di astronomia si è interessato anche di fantascienza, scrivendo alcuni romanzi